# Antitrichia kilimandscharica
Antitrichia kilimandscharica là một loài Rêu trong họ Leucodontaceae. Loài này được Broth. mô tả khoa học đầu tiên năm 1897.